# Пологовский сельский совет (Ахтырский район)
Пологовский сельский совет (укр. Пологівська сільська рада) входит в состав Ахтырского района Сумской области Украины.
Административный центр сельского совета находится в селе Пологи.

## Населённые пункты совета
- с. Пологи
- с. Корабельское
- с. Манчичи